# Baie Saint Michel (Terre-Neuve-et-Labrador)
Pour les articles homonymes, voir Saint Michel.
La baie Saint Michel (anglais : St. Michaels Bay) est une baie naturelle situé sur la côte Atlantique du Labrador au Canada. Elle mesure environ 25 km de long, pour une moyenne de 10 km de large.

## Histoire
La baie fut initialement habitée par les Inuits de la côte sud du Labrador.
Dès le début du XVIIIe siècle, la proximité de bonnes zones de pêche et des routes de migration des phoques ont fait du Labrador un lieu de prédilection pour la pêche migratoire des Européens.
La baie fut nommée par les Français durant la période de la Nouvelle-France.
Les Anglais prirent le contrôle de la côte du Labrador en 1763 à l'issue de la guerre de Sept Ans. Cela amena un flot de pêcheurs et de baleiniers européens à s'installer sur la côte du Labrador.
Le capitaine anglais George Cartwright explora les lieux.

## Géographie
La baie Saint Michel, qui se situe à l'extrémité orientale de la péninsule du Labrador avec une orientation générale d'ouest en est, fait partie des innombrables baies qui découpent profondément la côte rocheuse de l'Atlantique. Elle est relativement individualisée en tenant compte du White Bear Arm (bras de l'Ours Blanc) qui pénètre profondément dans les terres vers l'ouest.

### Îles
La baie compte un archipel d'îles de tailles diverses : Square (Carrée), East (Est), West (Ouest), Lewis, Yellow Fox (Renard Jaune), White Fox (Renard Blanc), Curlew (Courlis), Narrows (Goulot), Whitefish (Corégone), Burnt (Brûlée), etc.

### Affluents
La baie reçoit plusieurs cours d’eau, dont le plus important est la rivière White Bear Arm (rivière du Bras de l'Ours Blanc) d'une longueur de 83 kilomètres et qui se jette dans le White Bear Arm au fond de la baie Saint Michel.

## Faune et flore
Comme la plupart des paysages le long de la côte est du Labrador, les pentes stériles et rocheuses sont fouettées par le courant glacial du Labrador. Le climat subarctique de la côte sud du Labrador offre généralement un climat d'été agréable et frais, qui est bientôt remplacé par une saison hivernale couverte de neige et de glace. Cet environnement hostile, avec quelques exceptions mineures, nourrit un écosystème boréal rustique. Les forêts collectives d'épinette noire, d'épinette blanche et de sapin baumier sont confinées aux vallées intérieures et aux berges où la géographie offre une protection douce contre les éléments. Pourtant, la côte rocheuse et sableuse de la côte du Labrador ressemble fortement à un biome de la toundra arctique. 
Les cours d'eau abondent en saumons, truites et brochets.
On retrouve plusieurs espèces de baleines sur les côtes du Labrador, dont le petit rorqual, le rorqual à bosse, le cachalot, les globicéphales, le rorqual bleu et l'épaulard. Les îles abritent des populations d'oiseaux, notamment des guillemots de Troïl et des macareux.

## Communautés
Pinsent's Arm se situe sur une péninsule de la côte sud de la baie, à environ 20 kilomètres au sud-est de Charlottetown qui se situe au fond d'une baie secondaire du White Bear Arm. Ces deux villages sont reliés par la route 514 au reste du Canada.